# District de Fougères
Ne doit pas être confondu avec le district de Fougères, structure intercommunale ayant existé de 1966 au 31 décembre 1999 et remplacé par Fougères communauté.
Le district de Fougères est une ancienne division territoriale française du département d'Ille-et-Vilaine de 1790 à 1795.
Il était composé des cantons de Fougères, Fleurigné, Louvigné, Mont le Blanc, Parcé, Saint Aubin du Cormier, Saint Brice en Coglès et Saint Georges de Reintembault.